# Эксперимент «Уран»
«Эксперимент: Уран» (англ. The Uranus Experiment) — хардкорная порнотрилогия, снятая в 1999 году режиссёром Джоном Миллерманом на студии Private. Фильм стал известен благодаря тому, что это первая порнолента, частично снятая в условиях микрогравитации. В одной из сцен Сильвия Сэйнт и Ник Лэнг занимаются сексом в невесомости около 20 секунд. Сцена была снята во время параболического полёта, но, несмотря на то, что она была снята в условиях микрогравитации, её нельзя считать примером секса в космосе, поскольку съёмки проходили в атмосфере Земли ниже линии Кармана.

## Сюжет
СССР совместно с США отправляет на Уран исследовательскую экспедицию. В этой группе космонавтов находятся лишь профессионалы, отобранные с особой тщательностью. Им предстоит проверить сексуальные возможности человека в космосе, а также стать первыми землянами на Уране и познакомиться с уранианцами.

### Роли исполняли
- Ванда Кертис
- Беттина Кэмпбелл
- Джулия Тейлор
- Каролайн Кейдж
- Мелоди Корд
- Ванда Витус

и многие другие.

## Особенности фильма
- Жанр фильма был обозначен как «Анальная космическая опера»[3].
- Бюджетные ограничения позволили сделать только один дубль для съёмки в условиях микрогравитации[4]. Остальные кадры «невесомости» в фильме были подделаны[5].
- В фильме используется музыка Лиама Хоулетта и Роберта Дель Ная[6].
- Джон Миллерман был номинирован на премию Небьюла 1999 года[7] за лучший сценарий, но проиграл сценарию к фильму «Шестое чувство» Найта Шьямалана[8].